# Machimus lesinensis
Machimus lesinensis är en tvåvingeart som beskrevs av Mary E. Palm 1876. Machimus lesinensis ingår i släktet Machimus och familjen rovflugor. Inga underarter finns listade i Catalogue of Life.